# Elitserien 1929/30
Die Saison 1929/30 war die dritte Spielzeit der Elitserien, der höchsten schwedischen Eishockeyspielklasse. Meister wurde der IK Göta.  

## Modus
In der Hauptrunde konnte jede der sechs Mannschaften aufgrund des ungewöhnlich milden Winters nur drei Spiele absolvieren. Der Erstplatzierte der Hauptrunde wurde Meister. Für einen Sieg erhielt jede Mannschaft zwei Punkte, bei einem Unentschieden gab es einen Punkt und bei einer Niederlage null Punkte.

## Hauptrunde
|    | Klub           | Sp | S | U | N | T | GT | Punkte |
| -- | -------------- | -- | - | - | - | - | -- | ------ |
| 1. | IK Göta        | 3  | 2 | 1 | 0 | 3 | 1  | 5      |
| 2. | Södertälje SK  | 3  | 2 | 0 | 1 | 3 | 2  | 4      |
| 3. | Djurgårdens IF | 3  | 1 | 1 | 1 | 6 | 4  | 3      |
| 4. | Hammarby IF    | 3  | 1 | 1 | 1 | 7 | 6  | 3      |
| 5. | Nacka SK       | 3  | 1 | 1 | 1 | 4 | 4  | 3      |
| 6. | Karlbergs BK   | 3  | 0 | 0 | 3 | 5 | 11 | 0      |

Sp = Spiele, S = Siege, U = Unentschieden, N = Niederlagen